# 태국 마사지
태국 마사지(태국어: การนวดแผนไทย, Thai massage)는 태국의 스트레칭과 딥 마사지와 관련된 태국의 전통 마시지이다. 이러한 형태의 육체 운동은 보통 마루에서 시행되며, 고객들은 편안한 옷을 입는다. 태국 마사지에는 오일은 사용하지 않으며, 태국에서는 ‘누앗 팬 보란’(태국어: นวดแผนโบราณ), 즉, 글자 그대로 고대식 마사지로 알려져 있다.

## 개요
태국에서 태국 마사지는 태국 전통 의학의 일부이며, 지금은 정부에 의해 공인되어 있고 교통의 다양한 분야에 사용되는 의료 행위로 널리 여겨진다. 반면, 태국 마사지는 또한 수많은 스파나 관광산업 등의 비의학 마사지사에 의해 교육되고, 시행된다. 북미와 유럽에서는 1990년 이후 수많은 마사지 종사자와 교육자들이 생겨났다. 유럽과 미국에서 태국 마시지는 마사지 클리닉과 치료사들이 지속적으로 늘어나는 추세에 있다.

## 역사
태국 마사지와 의학의 창시자는 ‘시바고 꼬마르빠즈’(지바까 꼬마라브하카)로 알려져 있으며, 그는 2500년 전 불교의 승려였다. 사실 태국 마사지는 이 승려가 제안한 것보다 훨씬 더 복잡하다. 더 일반적인 태국 전통 의학과 마찬가지로 태국 마사지는 인도와 중국, 동남아 문화권 그리고 의학의 전통을 복합한 것이다. 오늘날 시술되는 행위는 19세기 태국 왕국 전역에서 행해지던 치료 행위 전통의 종합판이라고 할 수 있다. 오늘 날조차 지역에 따라 많은 차이가 있으며, 치료술사들이 보편적으로 수용하는 단일 체계나 하나의 이론적인 틀을 발견하기 힘들다.

## 이론과 실제
일반적으로 현대 태국 마사지 시술사들은 사람들이 들어 마시는 공기가 폐를 통해 72,000개 혈관을 따라 순환하는 그릇이라는 경락(lom)과 기(氣) 이론에 의해 마사지를 시술한다. 흔히 마사지 시술사들은 정교한 혈관을 따라 특정 부위를 누름으로써 시술을 행한다. 대부분의 모델에서 선은 배꼽(단전)에서 시작하여 몸 전체에 퍼지며 구멍(눈, 코, 귀, 입 등)에서 끝난다. 태국 마시지의 중요한 시술 중에는 요가처럼 혈도를 자극하여 호흡과 관련된 숨쉬는 행위를 통해 기를 몸 전체로 돌리는 스트레칭을 포함한다.
경락과 기 이론은 중국의 경락 이론과  표면적인 유사성이 있다. 태국의 경락 체계는 내부의 신체 기관과 관련되지 않은 것이 큰 차이점을 보인다.

## 같이 보기
- 왓 포